# Un'immagine vale più di mille parole
Un'immagine vale più di mille parole è un adagio in molte lingue significante che concetti e questioni anche molto complessi possano essere fatti capire molto più facilmente attraverso un'immagine o uno schema, piuttosto che attraverso la semplice descrizione verbale.

## Storia

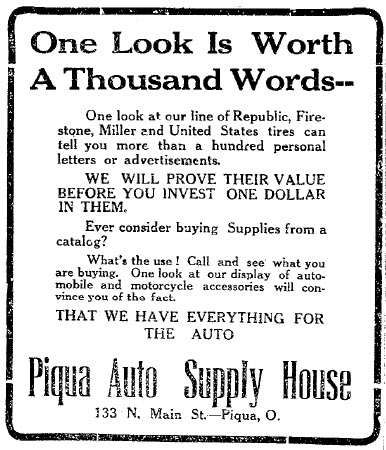
Uno dei primi esempi dell'espressione, del 1913.

Fu Henrik Ibsen il primo a dire "Mille parole non lasciano un'impressione tanto profonda quanto lo fa un singolo atto". Dopo la sua morte nel 1906, questa frase fu modificata in quella che conosciamo attualmente.
Nel marzo 1911, il Syracuse Advertising Men's Club di Syracuse tenne una riunione per discutere di giornalismo e pubblicità. Di questa riunione ne riferirono due articoli di giornale: in un articolo sul The Post-Standard si citò Arthur Brisbane che avrebbe detto: "Usate un'immagine. Vale più di mille parole" e anche in un altro articolo sul Printers' Ink tale citazione è attribuita a lui.
Nel 1913 una frase simile, "Una visita vale mille parole", appare in un inserto pubblicitario della Piqua Auto Supply House di Piqua.

Un segnale stradale. I segnali stradali spesso si basano su icone per rappresentare concetti in una maniera semplificata al massimo.

Nel 1918 appare in un altro inserto pubblicitario l'esatta frase per la prima volta in quello che allora si chiamava San Antonio Light:
One Picture is Worth a Thousand Words.
The San Antonio Light's Pictorial Magazine of the War
Exemplifies the truth of the above statement—judging from the warm
reception it has received at the hands of the Sunday Light readers.»
Un'immagine vale mille parole.
Il "Pictorial Magazine of the War" del "San Antonio Light" rende onore a tale affermazione - a giudicare dalla calda accoglienza che esso ha ricevuto dai lettori del Sunday Light.»
()

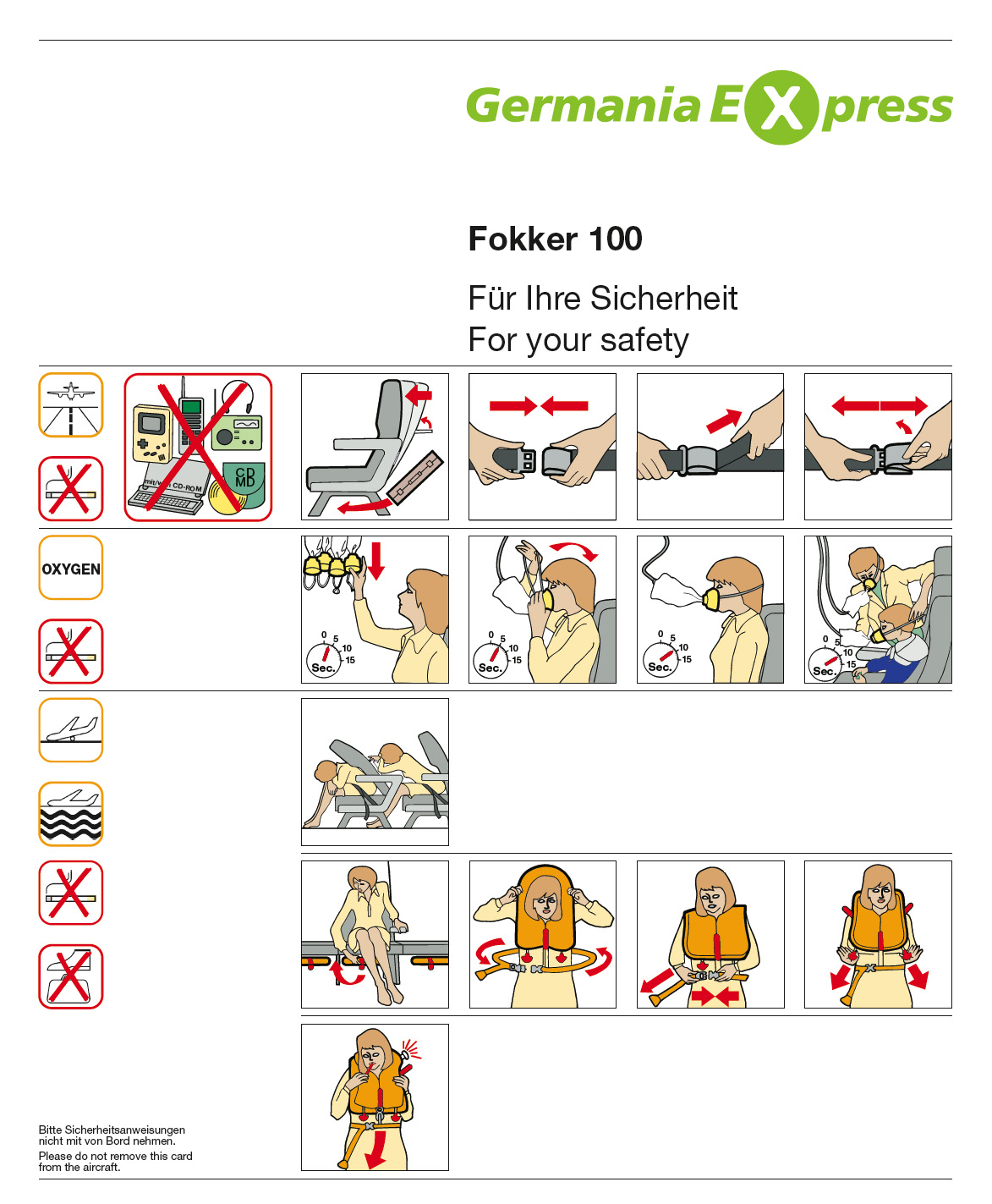
Un'infografica tipica (in questo caso riguardante istruzioni di sicurezza) che fa uso di situazioni illustrate, ritenute molto più descrittive di un semplice testo.

Dopo la prima guerra mondiale, tale adagio si diffonde a macchia d'olio. Esso inizia ad essere attribuito a Fred. R. Barnard, su ispirazione di un proverbio cinese e ad Alan Watts.

## Frasi simili
Benché tale concetto sia antico e sia stato espresso nel corso dei secoli da molti personaggi famosi, esso è stato codificato nella sua formula attuale solo all'inizio del Novecento.
- Leonardo da Vinci scrisse che un poeta sarebbe stato "vinto dal sonno e dalla fame prima di (essere in grado di) descrivere con le parole ciò che un pittore è capace (di dipingere) in un istante".[6]
- Ivan Turgenev scrisse nel 1861 "Il disegno mi mostra in un attimo ciò che potrebbe essere contenuto in dieci pagine di un libro".[7]
- Napoleone Bonaparte avrebbe detto "Un buon schema è meglio di un lungo discorso".

C'è chi fece notare anche un concetto ancora più avanzato:
- Edsger Dijkstra, il famoso informatico inventore di importanti algoritmi, disse una volta: "Un'immagine potrebbe anche valere mille parole, ma una formula vale mille immagini".[8]
- John McCarthy, informatico statunitense, disse al contrario che: "Come dicono i cinesi, 1001 parole valgono più di un'immagine".[9]